# Гусев, Александр Владимирович (хоккеист)
Алекса́ндр Влади́мирович Гу́сев (21 января 1947, Москва, СССР — 22 июля 2020, там же) — советский хоккеист, защитник. Заслуженный мастер спорта СССР (1973).

## Биография
Воспитанник ДЮСШ ЦСКА (Москва). Защитник.
В 1965-1966 — в ЦСКА, в 1966-1967 — в СКА Новосибирск, в 1967-1978 — в ЦСКА (часть сезона 1967-1968 — в «Звезде» Чебаркуль, конец сезона 1977-1978 — СКА МВО Липецк), в 1978-1979 — в СКА Ленинград.
В чемпионатах СССР — 313 матчей, 64 гола:
- чемпион СССР 1968, 1970, 1971, 1972, 1973, 1975, 1977;
- серебряный призёр чемпионатов СССР 1969, 1974, 1976;
- обладатель Кубка СССР 1968, 1969, 1973;
- победитель II Зимней Спартакиады народов СССР 1966;
- победитель Зимней Спартакиады народов РСФСР 1970.

В чемпионатах мира и Европы и зимних Олимпийских играх 42 матча, 12 голов.
- олимпийский чемпион 1976
- чемпион мира и Европы 1973 и 1974
- серебряный призёр чемпионатов мира и Европы 1972
- бронзовый призёр чемпионатов мира и Европы 1977
- участник Суперсерии СССР — Канада (1972)
- участник Кубка Канады 1976

В июне 1984 г. — мае 1990 г. — тренер СКА МВО (Калинин).
В дальнейшем выступал в ветеранских турнирах в составе ХК «Легенды хоккея СССР».
Окончил ленинградский Военный институт физической культуры.
Умер 22 июля 2020 года. Похоронен на Троекуровском кладбище.

## Образ в кино
В российском кинофильме «Легенда № 17» роль А. Гусева исполнил Александр Лобанов.